# Scudo sarde
Pour les articles homonymes, voir Scudo.
Le scudo (pluriel italien, scudi) est l'une des anciennes unités monétaires du royaume de Sardaigne depuis la réforme de 1755 jusqu'au 6 août 1816. Il circule en même temps que le scudo piémontais. Ces deux monnaies sont remplacées par la lire sarde.

## Histoire monétaire
En 1718, les États de Savoie échangeaient avec la Couronne espagnole la Sicile contre la Sardaigne, et après une période de confusion monétaire, le 17 février 1755, eut lieu une réforme, prolongée par la réforme du 20 mars 1768 propre à la Sardaigne. Sur le continent, les États sardes de terre-ferme, aura cours le scudo piémontais, sur l'île de Sardaigne, le scudo sarde, qui vaut en poids d'argent l'équivalent du thaler. Les deux nouvelles monnaies liées par leur référence à la livre sont à parité.
Le scudo vaut l'équivalent de 4 réaux (en italien, reali). Calculé à partir de la livre (en italien, lira) dont il vaut théoriquement 6 unités, se subdivisant en 20 soldi, ou 120 cagliaresi, ou 240 dinari. Aucune pièce en lira n'a été frappée. De même, aucune pièce de 1 scudo n'a été fabriquée après la réforme.
Les monnaies basiques en or s'appellent doppia ou doppietta d'oro (valant deux scudi, pluriel doppie ou doppiette) ou plus rarement carlino sardo d'oro (pluriel italien, carlini).
Le 6 août 1816, le scudo sarde est remplacé par la lire sarde au taux de 1 scudo pour 3,05 lires.

## Pièces de monnaie

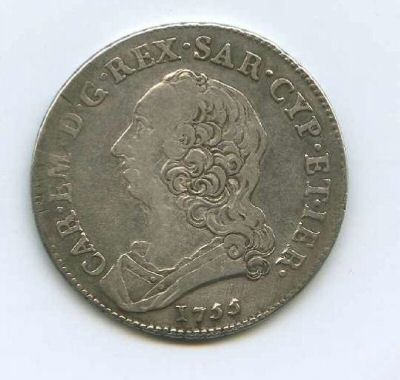
Quart de scudo (1755), argent, 5.75 g, avers.

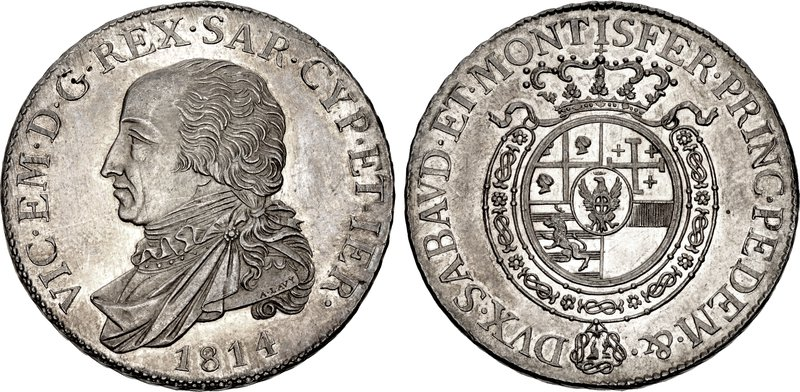
Demi scudo (1814), argent, 17.58 g, avers/revers.

Une pièce de 1 cagliarese en cuivre a été frappée à partir de 1763 sous Charles-Emmanuel III, puis à partir de 1788 sous Victor-Amédée II. Une pièce de 1 soldo en billon titré 146 millièmes d'argent a été frappée à partir de 1768, en même temps qu'une pièce de ½ réal également en billon.
Les pièces en argent portent des valeurs de 1 réal (titré 500 millièmes), de ¼ de scudo (titré 896 millièmes), de ½ scudo (titré 905 millièmes), cette dernière frappée en 1814-1815 sous Victor-Emmanuel Ier.
Les pièces en or correspondent à des valeurs en doppia, la doppia vaut 2 scudi. À partir de 1755 est frappée une pièce de 1 doppia pesant 9,59 g à 905 millièmes. On trouve également des ¼ et des ½ doppie pesant respectivement 2,38 g et 4,76 g au même titrage. À partir de 1755 est frappée la pièce de 2,5 doppie appelée parfois carlino, pesant 24,03 g, et celle de 5 doppie, pesant 48 g. 

## Pour approfondir